# Murphy (Santa Fe)
Murphy is een plaats in het Argentijnse bestuurlijke gebied Gral. López in de provincie Santa Fe. De plaats telt 3.540 inwoners.

## Geboren
- Mauricio Pochettino (1972), voetbaltrainer
- Santiago Morero (1982), voetballer
- Paulo Gazzaniga (1992), voetballer